# Pont-du-Casse
 Pont-du-Casse  là một xã thuộc tỉnh Lot-et-Garonne trong vùng Nouvelle-Aquitaine phía tây nam nước Pháp. Xã này nằm ở khu vực có độ cao trung bình 63 mét trên mực nước biển.